# 망우로
망우로는 서울특별시 동대문구 회기동 시조사삼거리에서 서울특별시 중랑구 망우동 망우리고개를 잇는 서울특별시의 도로이다.

## 설명
전 구간이 국도 제6호선에 속해 있지만 동1로지하차도사거리부터 망우사거리까지 국도 제47호선과 중복되어 있으며, 길이는 5.76km이다.
1972년 11월 26일 청량리 로터리 - 중랑교 - 망우리 시계 구간에 망우로 도로명을 최초로 부여하였다. 2010년 4월 22일에 기존 청량리역 ~ 시조사삼거리 1.15km 구간이 왕산로로 편입되면서, 망우로가 일부 단축되었다. 또한 휘경동과 회기동 일부 주민의 도로명 변경 신청으로 인해 동대문구 망우로 구간(1.6 km)이 왕산로로 편입될 가능성이 있다.

## 구간
시조사삼거리 - 회기역 - 삼육서울병원(구 서울위생병원) - 중랑교 - 서울시체육회 - 동부시장(중랑역) - 동1로지하차도사거리 - 상봉역(tkdqa - 상봉지하차도 - 코스트코 홀세일 상봉점 - 망우역(상봉시외버스터미널 입구) - 신내지하차도 사거리 - 망우사거리 - 금란교회 - 동부제일병원 - 망우리공원 - 구리시계(망우리고개, 경춘로와  직결)

## 버스 중앙 전용 차로제
현재 전 구간에 버스 중앙 전용차로제를 시행하고 있다. 시조사 ~ 망우역 구간의 중앙버스전용차로가 2005년 7월에 개통하였으며, 2010년 8월 28일에 망우역 ~ 구리시계(망우리고개) 구간의 버스 중앙 전용차로가 개통되어 버스 중앙 전용차로제를 시행하고 있다.

## 같이 보기
- 국도 제6호선
- 경춘로
- 왕산로